# 威利·斯蒂尔
威利·斯蒂尔（英語：Willie Steele，1923年7月14日—1989年9月19日），美国男子田径运动员，主攻跳远。他曾代表美国参加1948年夏季奥林匹克运动会田径比赛，获得男子跳远金牌。